# Antocha prolixistyla
Antocha prolixistyla är en tvåvingeart som beskrevs av Alexander 1971. Antocha prolixistyla ingår i släktet Antocha och familjen småharkrankar. Inga underarter finns listade i Catalogue of Life.